# Le Monde fou de Tex Avery
Cet article concerne la série d'animation de 1997. Pour le créateur ayant inspiré la série, voir Tex Avery.
Le Monde Fou de Tex Avery (The Wacky World of Tex Avery) est une série télévisée d'animation franco-américaine-canadienne en 65 épisodes d'environ 22 minutes découpée en 105 segments de sept minutes, créée par Brody Dowler, produite par DIC Entertainment et diffusée entre le 29 septembre 1997 et le 26 décembre 1997 en syndication aux États-Unis.
En France, la série a été diffusée à partir du 3 septembre 1997 sur M6. Elle a été rediffusée sur Gulli.

## Synopsis
La série relate différents protagonistes plus loufoques au fur et à mesure des épisodes - De Genghis le lion à Freddy la mouche en passant par le poulet Maurice, Pile Poil le chien, Phil Pompeï le Romain, Einstone le savant et Tex Avery le cowboy, personnages reflétant le monde fou de Tex Avery. Chaque personnage possède un partenaire ennemi ou ami qui le suit durant ces aventures.

## Production
Le titre de cette série rend hommage à Tex Avery, réalisateur de film d'animations mort en 1980. Le créateur de la série, Brody Dowler, qualifie ce dessin-animé d'« hommage au brillant, hilarant et révolutionnaire animateur Tex Avery et des inventions cartoonesques de sa génération ». Cette série avait pour ambition de capturer le véritable aspect du génie de Tex Avery et de ses célèbres personnages tels que Droopy, Georges et Junior, ainsi que l'Écureuil fêlé.

## Personnages
Chaque personnage listé ci-dessous provient d'anciennes séries des studios Warner Bros (Note: Phil Pompeï et Pile Poil ne sont pas inspirés des personnages créés par Tex Avery) :
- Tex Avery : Un petit cow-boy. Inspiré du cowboy « Red Hot Ryder » du cartoon Buckaroo Bugs de Bob Clampett (un partenaire animateur des studios Warner Bros en 1930) {WB 1944} C'est la mascotte de la série, il déjoue les pièges tendus par Arizona Sid son pire ennemi, c'est également un personnage séducteur car il sauve toujours Lady Belle sa petite copine des griffes de Sid.
- Einstone : C'est un homme de Cro-Magnon très intelligent. Il est le chef d'une bande de néandertaliens appelés Kugloph, il leur fait part non sans mal de son génie car tous sont extrêmement stupides. Son nom est un mélange des mots « Einstein » et « stone » (« pierre » en anglais ; « ein stein » signifiant  littéralement « une pierre » en allemand).
- Genghis et Kannie : Ghengis le lion, c'est le plus bagarreur de la série et manipulé malgré lui par son empereur ; celui-ci finit par prendre goût a la bagarre et au combat même si au plus profond de lui il est sensible. Il rencontre Kannie une jolie femelle panda qui va lui mener la vie dure. Le nom de ces deux personnages est inspiré de Gengis-Khan.
- Maurice et Moutch : Duo de choc toujours en train de se courir après, Maurice le poussin piège Moutch le renard qui tente à tout prix de le manger, mais Maurice est très intelligent et déjoue tous ses pièges.
- Phil Pompeï et Dan L'embrouille : C'est le plus jeune de la série, c'est un petit centurion romain venant de Pompei, enseveli sous un tas de magma, revit 2 000 ans après dans le monde moderne. Son comportement gêne un homme d'affaires véreux nommé Dan l'embrouille.
- Pile Poil : Le costaud de la série, c'est un chien banal ayant obtenu des supers-pouvoirs en léchant la botte d'un super-héros (parodie de Superman) et devient lui-même un super-héros et obtient l'aide de son fidèle bras-droit Hardy Petit[2].
- Freddy la mouche et Amanda : Une petite mouche vagabonde (inspirée par l'un des vieux personnages des dessins-animés de Tex Avery - Homer la puce) parasite la vie d'une baronne nommée Amanda.

## Épisodes
- Épisode 1 (1 à 3) :
  - 01. Tex Avery : À fond de train
  - 02. Genghis et Kannie : L'Aloha c'est l'Aloha
  - 03. Maurice et Moutch : Garde lion

- Épisode 2 (4 à 6) :
  - 04. Tex Avery : Java Chalet
  - 05. Freddy la mouche : Missiles de croisière
  - 06. Einstone : Dinoffensive

- Épisode 3 (7 à 9) :
  - 07. Tex Avery : Pony Texpress
  - 08. Freddy la mouche : Freddy la classe
  - 09. Phil Pompei : Chauve qui peut

- Épisode 4 (10 à 12) :
  - 10. Tex Avery : Mine de rien
  - 11. Maurice et Moutch : Kung fou
  - 12. Phil Pompei : Aéroport, salut ! (Driving Mr. Dan)

- Épisode 5 (13 à 15) :
  - 13. Tex Avery : Histoire d'ours
  - 14. Freddy la mouche : Mouchenpsychose
  - 15. Genghis et Kannie : Douche écossaise

- Épisode 6 (16 à 18) :
  - 16. Phil Pompei : Les pieds dans le plat
  - 17. Freddy la mouche : Le silence est dur
  - 18. Maurice et Moutch : Rentrée des casses

- Épisode 7 (19 à 21) :
  - 19. Pile Poil : Comme chien et chat
  - 20. Freddy la mouche : Gros dodo
  - 21. Phil Pompei : Chambre forte

- Épisode 8 (22 à 24) :
  - 22. Freddy la mouche : La mouche du président
  - 23. Pile Poil : L'inévitable épisode du sosie
  - 24. Genghis et Kannie : Un singe en travers

- Épisode 9 (25 à 27) :
  - 25. Maurice et Moutch : Le feu quelque part
  - 26. Pile Poil : Leçon de conduite
  - 27. Freddy la mouche : De profundis insectibus

- Épisode 10 (27 à 30) :
  - 28. Einstone : Savoir faire
  - 29. Genghis et Kannie : Salade grecque
  - 30. Phil Pompei : Phil dentifrice

- Épisode 11 (31 à 33) :
  - 31. Tex Avery : Un homme nommé Bidet
  - 32. Einstone : Male de mère
  - 33. Maurice et Moutch : On joue feu

- Épisode 12 (34 à 36):
  - 34. Genghis et Kannie : Sauce mayannaise
  - 35. Einstone : Specimen à rien
  - 36. Freddy la mouche : Objectif grand angle

- Épisode 13 (37 à 39) :
  - 37. Tex Avery : Faites diligence
  - 38. Freddy la mouche : Le grand beuh
  - 39. Maurice et Moutch : Furieux anniversaire

- Épisode 14 (40 à 42) :
  - 40. Phil Pompei : Un neveu dans la soupe
  - 41. Genghis et Kannie : Tibet or not tibet
  - 42. Einstone : Les jeux atypiques

- Épisode 15 (43 à 45) :
  - 43. Tex Avery : De mal en pis
  - 44. Pile Poil : Le retour du Dr H. Borne
  - 45. Freddy la mouche : Roulette rosse

- Épisode 16 (46 à 48) :
  - 46. Freddy la mouche : Chasse mouche
  - 47. Maurice et Moutch : Terrestres extras
  - 48. Phil Pompei : Double espion sur l'échiquier

- Épisode 17 (49 à 51) :
  - 49. Pile Poil : Une affaire vite enveloppée
  - 50. Einstone : Vous n'avez rien à déclarer ?
  - 51. Phil Pompei : La zéropostale

- Épisode 18 (52 à 54) :
  - 52. Tex Avery : Interactex
  - 53. Maurice et Moutch : Sur table des scouts
  - 54. Phil Pompei : Un drôle de coco

- Épisode 19 (55 à 57) :
  - 55. Tex Avery : Faux frères ennemis
  - 56. Phil Pompei : Qui va à la chasse ?
  - 57. Einstone : Horreur médicale

- Épisode 20 (58 à 60) :
  - 58. Tex Avery : Tex la jungle
  - 59. Einstone : Un amour dino
  - 60. Genghis et Kannie : Un vrai canon

- Épisode 21 (61 à 63) :
  - 61. Tex Avery : Fortissimo
  - 62. Freddy la mouche : Poids-mouche
  - 63. Pile Poil : Mamie Boum

- Épisode 22 (64 à 66) :
  - 64. Phil Pompei : La guerre du golf
  - 65. Pile Poil : Aliènes
  - 66. Genghis et Kannie : Danse avec les lions

- Épisode 23 (67 à 69) :
  - 67. Tex Avery : Attention école
  - 68. Pile Poil : Jeu de mini Pilov
  - 69. Genghis et Kannie : L'amer du Nord

- Épisode 24 (70 à 72) :
  - 70. Freddy la mouche : Comme un frère
  - 71. Pile Poil : Pigeon volé
  - 72. Maurice et Moutch : La pêche

- Épisode 25 (73 à 75) :
  - 73. Einstone : Table ou étable
  - 74. Phil Pompei : Jet Salami
  - 75. Pile Poil : Infidèle lieutenant

- Épisode 26 (76 à 78) :
  - 76. Tex Avery : Question de poids
  - 77. Freddy la mouche : C'est du gâteau !
  - 78. Phil Pompei : Style vampire

- Episode 27 (79 à 81) :
  - 79. Maurice et Moutch : Viva la vendetta
  - 80. Phil Pompei : Les hommes en mauve
  - 81. Freddy la mouche : Le pognon de la folie

- Episode 28 (82 à 84) :
  - 82. Tex Avery : L'union fait la force
  - 83. Freddy la mouche : Futur imparfait
  - 84. Maurice et Moutch : Monstre en main

## Commentaire
- Dans chaque générique de la version française, il est affiché le titre d'épisode avec le mot « fou ».
- À la fin de l'épisode Epice Challenge de la série Les Kassos parodiant Dune, on peut voir le carton titre ainsi que les dernières du thème musicale du dessin-animé parodié avec la tête de Lisan Al-Gaïb. On peut également voir le logo de Fox Kids parodié[3].

## Doublage

### Version française
- Philippe Bozo : Tex Avery
- Michel Tugot-Doris : Genghis
- Éric Etcheverry : Sid, Einstone
- Emmanuel Fouquet : Dan l'Embrouille
- Olivier Granier : Moutch
- Danièle Hazan : Amanda
- Olivier Jankovic : Freddy, Pile Poil, Phil Pompei
- Mara Labadens : Lady Belle
- Patricia Legrand : Kannie, Maurice
- Mimi Young : Hardy Petit

### Version originale
- Billy West : Tex Avery, Sid, Freddy la mouche
- Kathleen Barr : Lady Belle
- Scott McNeil : Amanda
- Cree Summer : Khannie
- Lee Tockar : Genghis, Ardi Petit
- Terry Klassen : Maurice
- Maurice LaMarche : Moutch
- Ian James Corlett : Einstone, Phil Pompei
- Alec Willows : Dan
- Phil Hayes : Pile Poil